# Jean Girardet
Jean Girardet, nacido en Lunéville (parroquia de St Jacques) el 13 de noviembre de 1709 y fallecido en Nancy el 28 de septiembre de 1778, fue un pintor de Lorena, imperio Alemán, y más tarde francés, tras la anexión del ducado de Lorena por Francia en 1766.

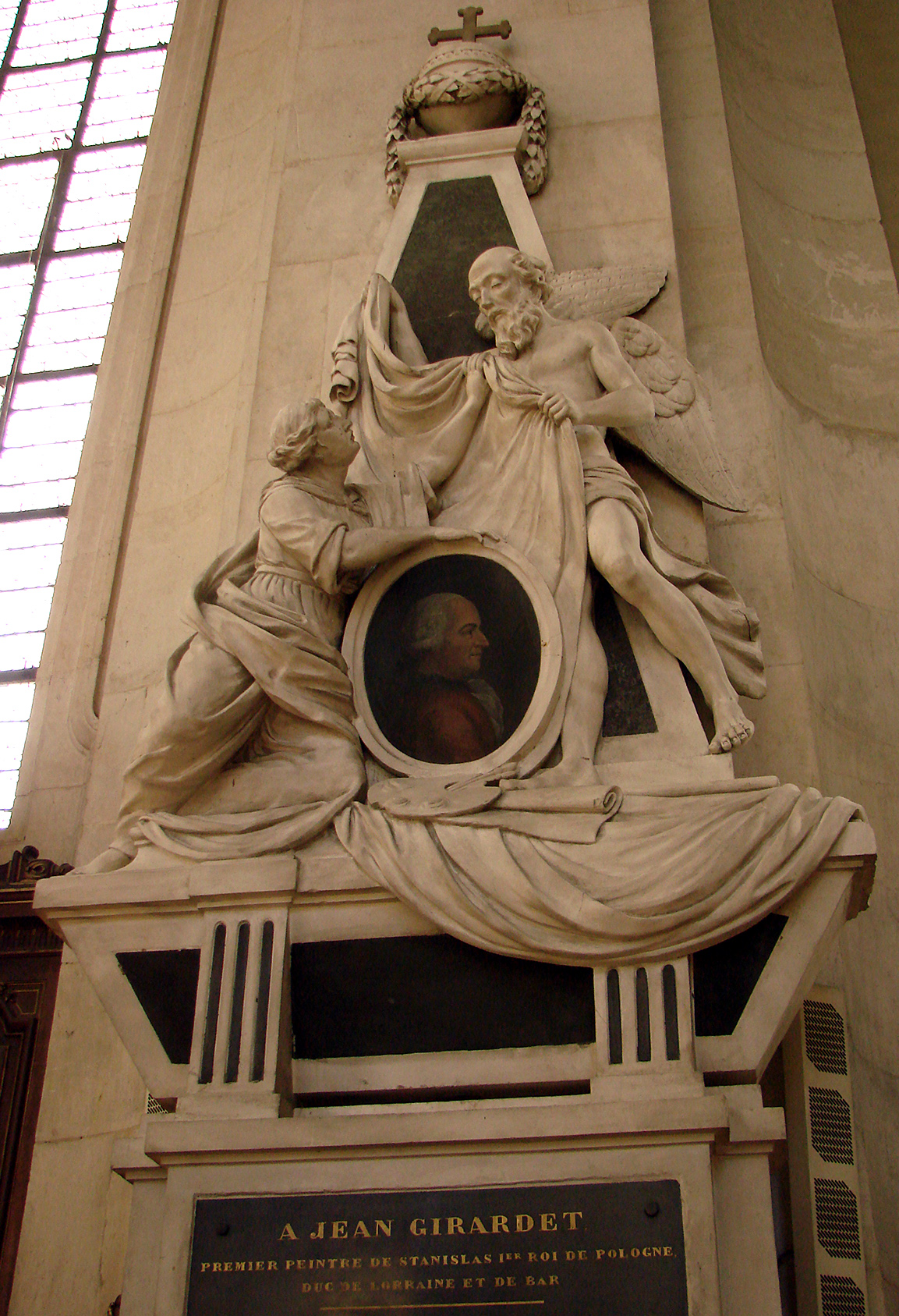
Tumba de Jean Girardet, por Joseph Labroise (1801)

## Biografía
Jean Girardet era hijo de Philibert, pañero de Su Alteza, y de Thérèse. Jean Girardet fue sucesivamente seminarista, estudiante de derecho, oficial de caballería y luego aprendió pintura en la Academia de Pintura y Escultura de Nancy bajo la dirección de Claude Charles (1661-1747).
Realizó diversos trabajos decoración en Nancy antes de completar sus estudios en Florencia gracias al duque Francisco III, de 1738 a 1748. En 1748, regresó a Lorena al servicio de Estanislao Leszczynski, ex rey de Polonia y duque vitalicio de Lorena y Bar por gracia de su yerno Luis XV de Francia y al cardenal de Fleury. Girardet fue nombrado «Pintor ordinario del rey de Polonia» en 1758.
Retratista de talento, fue el pintor oficial de Stanislas Leszczynski, a quien inmortalizó desde todos los ángulos, así como de funcionarios de la corte, artistas y la nobleza de Lorena y Bar.
También destacó en la pintura decorativa y en los cuadros de temática religiosa. Sus obras adornaron la catedral de Saint-Étienne, en Toul, y las iglesias de Lunéville, Chanteheux, Commercy, Verdún y Metz. Es autor de uno de los primeros cuadros dedicados al Sagrado Corazón, en la catedral de Saint-Étienne de Toul.
Por entonces no existían las academias de pintura, de modo que  las bellas artes se enseñaban en talleres. El prestigioso taller de Jean Girardet, en Lunéville, acogía a unos 140 alumnos.
En 1758, fue nombrado «Primer Pintor» (de la corte de Estanislao). En 1766, Y fallecido Estanislao en 1766, la única hija que le sobrevivió, la reina francesa María Leszczynska, le toma a su servicio. Girardet continuó su trabajo en Versalles, pero pronto regresó a Nancy. Murió en su casa del 31 de la rue Saint-Jean, el 28 de septiembre de 1778. 

### Tumba
Fue enterrado en el cementerio de Saint-Sébastien de Nancy. Su tumba, terminada en 1785, estaba adornada de una estela con un medallón que reproducía los rasgos del artista, obra del escultor Johann Joseph Söntgen. Fue destruida por los federados a su paso por Nancy en noviembre de 1792. En 1801, un grupo de artistas encabezados por el pintor Joseph Laurent emprendió la construcción de un nuevo memorial, que puede verse en la nave lateral izquierda de la iglesia de San Sebastián. Lo preside un medallón con el retrato de Jean Girardet pintado por Joseph Laurent y esculturas de Joseph Labroise.

## Obra artística

### Pinturas murales
Sus pinturas murales decoraron el quiosco de Lunéville, el salón de la Nouvelle Intendance, la Comédie, y un fresco que adornó la cúpula de la iglesia abacial de Sainte-Glossinde en Metz... 
Buena parte de estas obras han desaparecido; queda sin embargo una de sus obras más logradas, testimonio de su talento: las pinturas del ayuntamiento de Nancy. En el techo, Girardet representa a Stanislas Leszczynski como Febo, el dios de la luz. Acompañado por la Victoria, conduce el carro del sol y disipa las nubes bajo la mirada deslumbrada de las musas. En las paredes del gran salón cuadrado, cuatro grandes murales evocan las bondades del monarca. Apolo ofreciendo una corona a un joven artista es una alusión a la fundación de la Société des sciences et belles-lettres (Sociedad de Ciencias y Letras): el cuadro se encuentra en el Museo de Bellas Artes de Nancy desde 1793, después de ser requisado durante la revolución. La representación de Apolo recuerda a la antigua escultura de Apolo del Belvedere. Júpiter simboliza la justicia real, Esculapio recuerda la creación del Colegio de Médicos y a Mercurio recuerda a los comerciantes de la bolsa.

Obras murales de Girardet
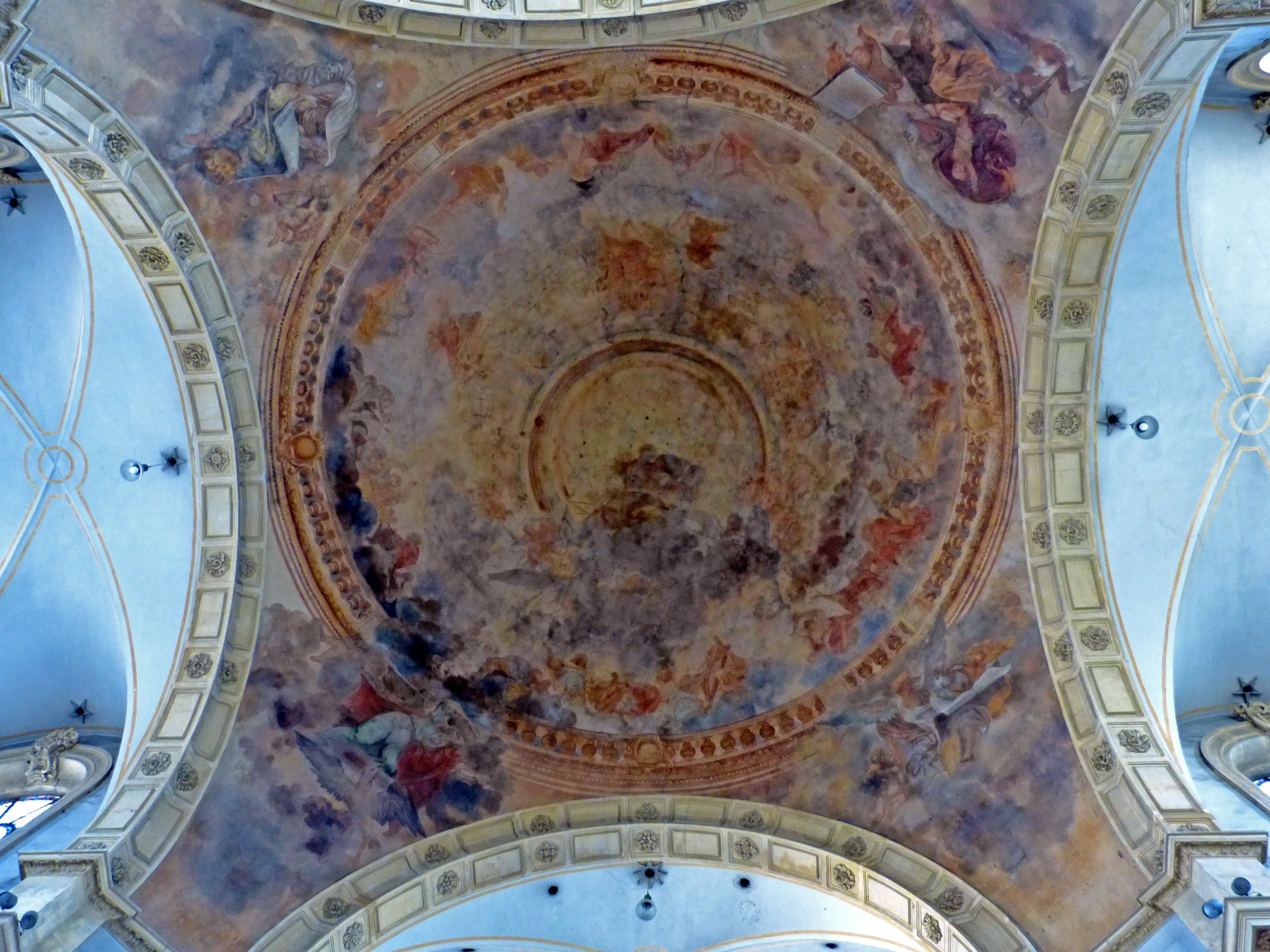
Abbatiale Sainte-Glossinde de Metz.
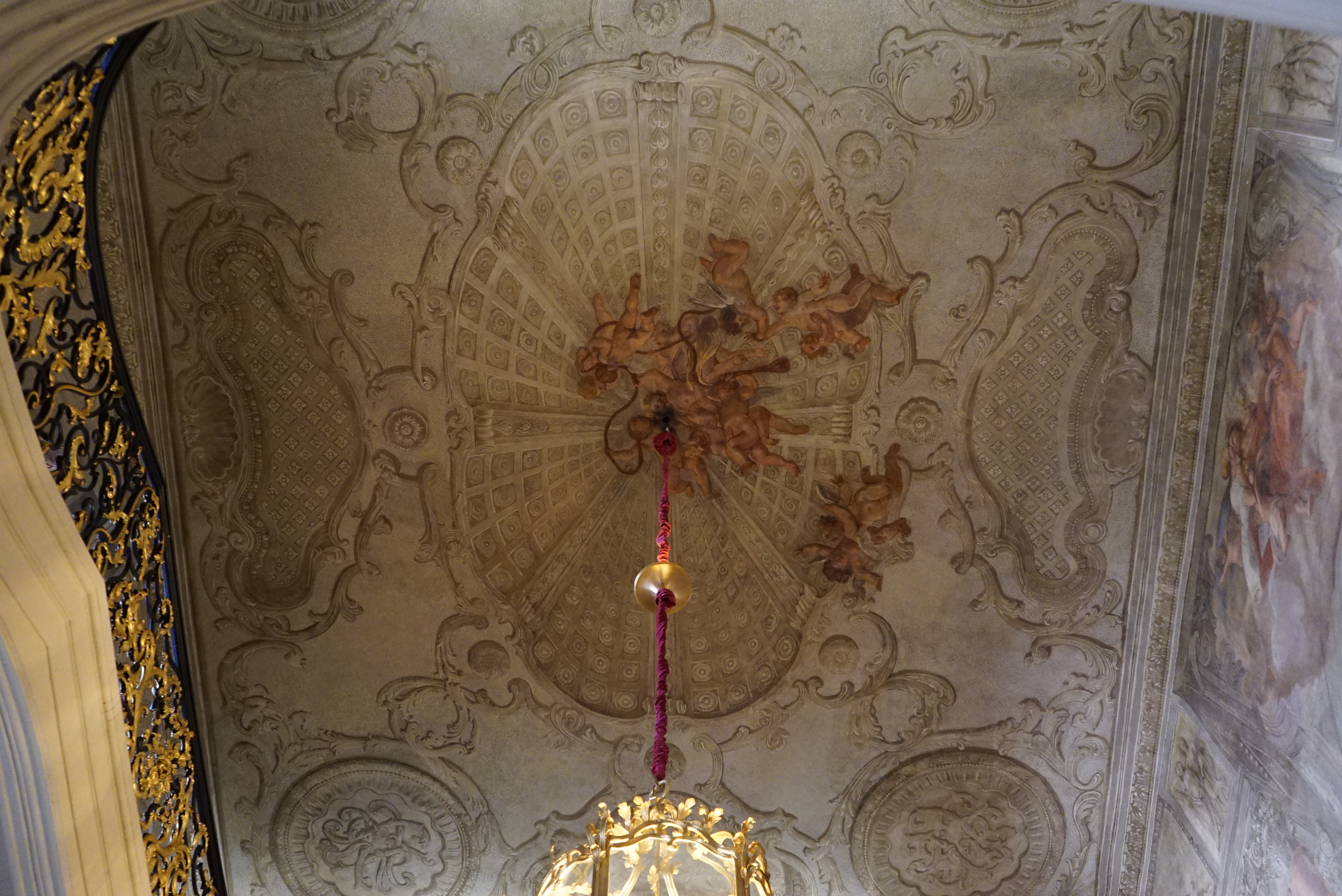
Escalier d'honneur,
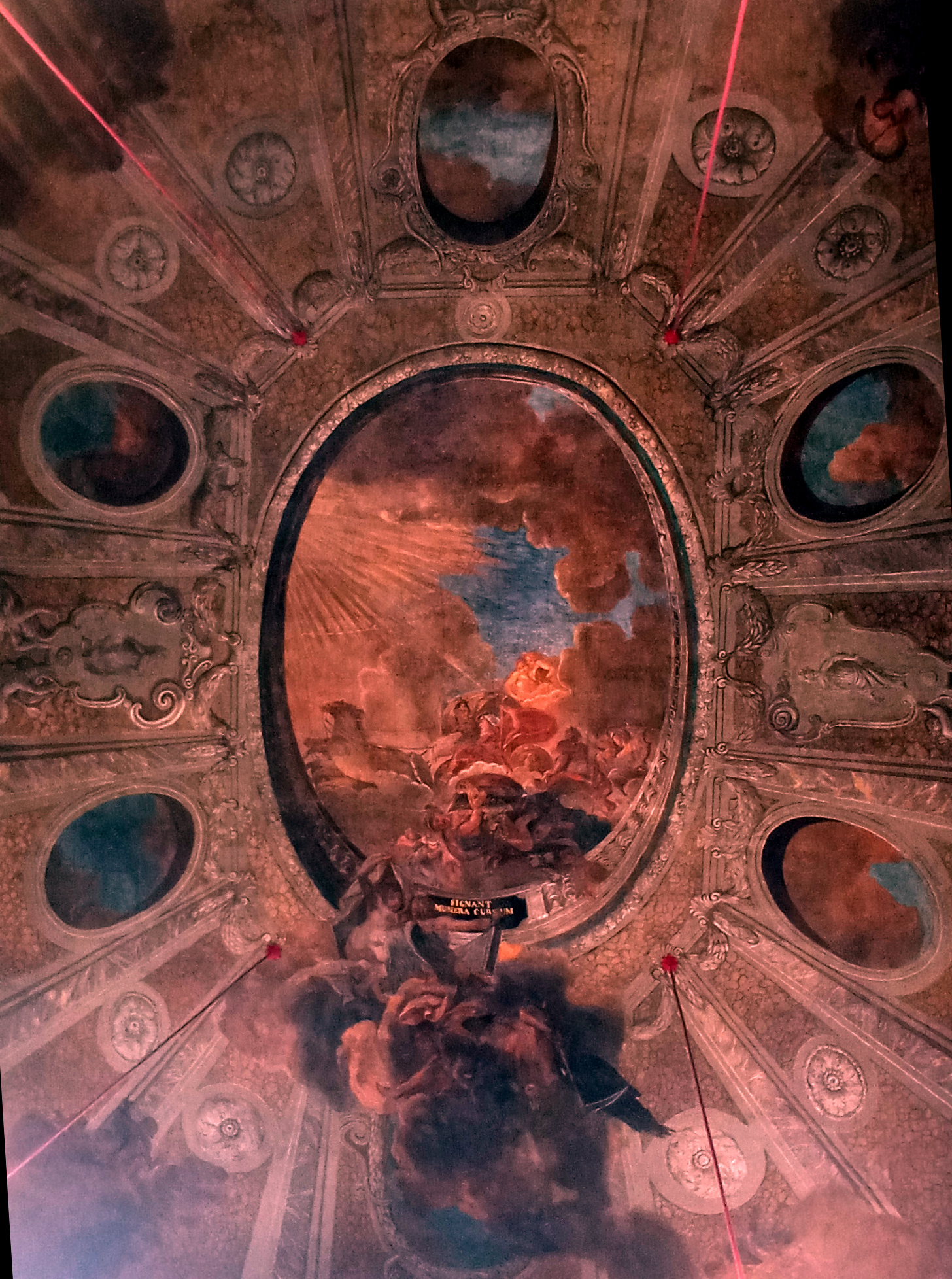
Stanislas conduisant le char du soleil,
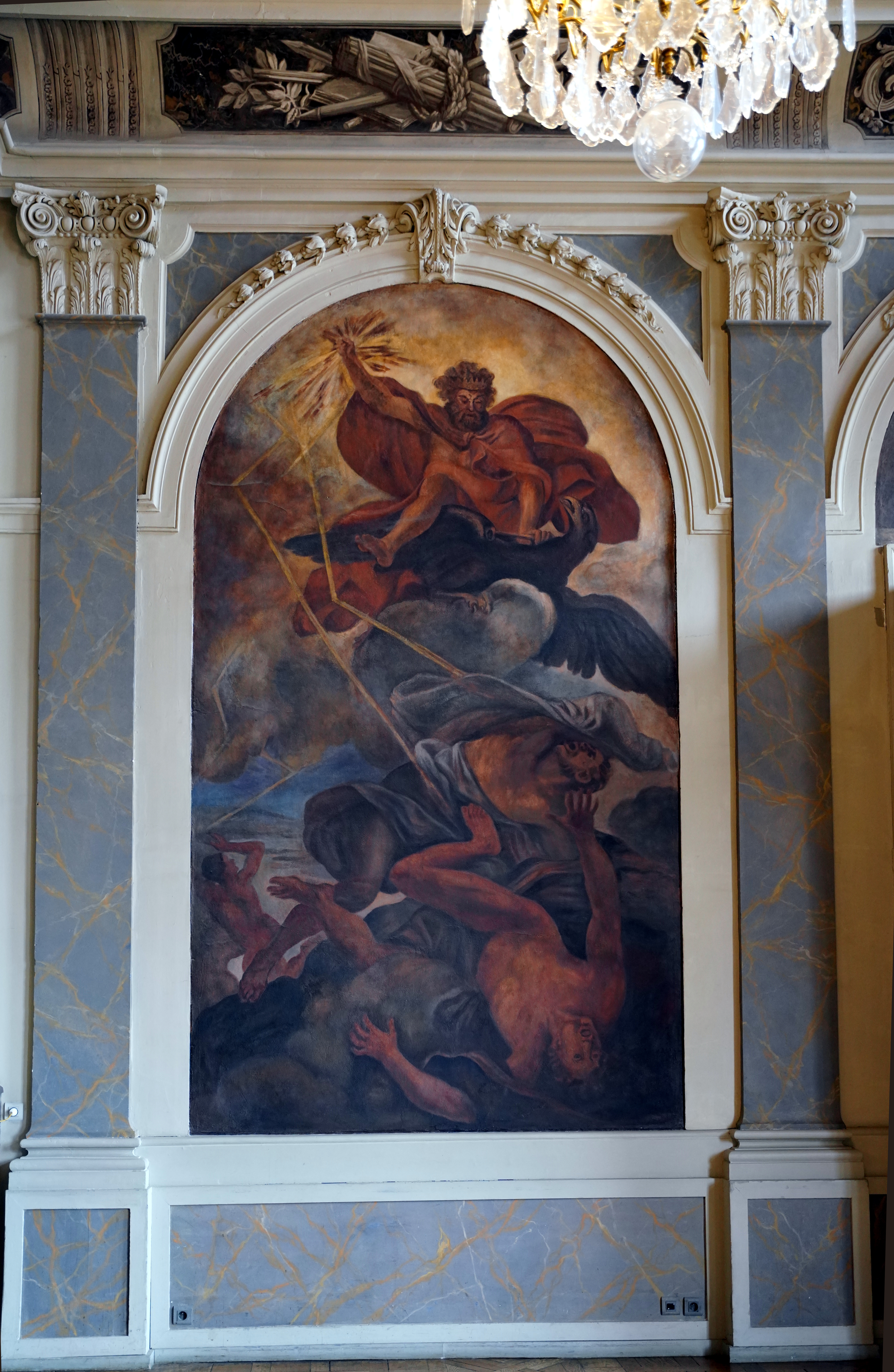
Jupiter de l'hôtel de ville de Nancy.

### Pinturas

Algunas pinturas de Girardet
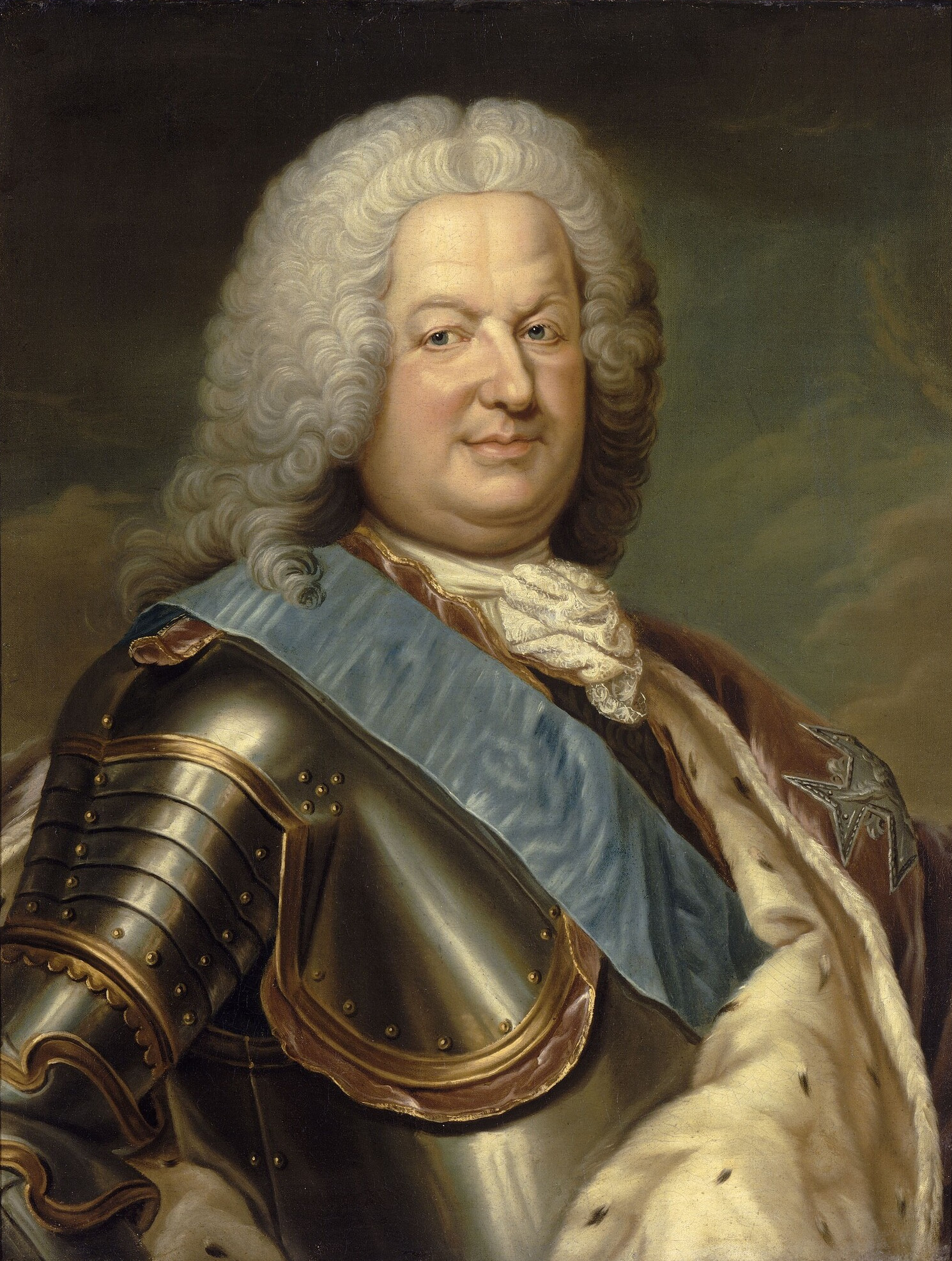
Retrato del rey Estanislao Leszczynski, Cracovia, museo Czartoryski.
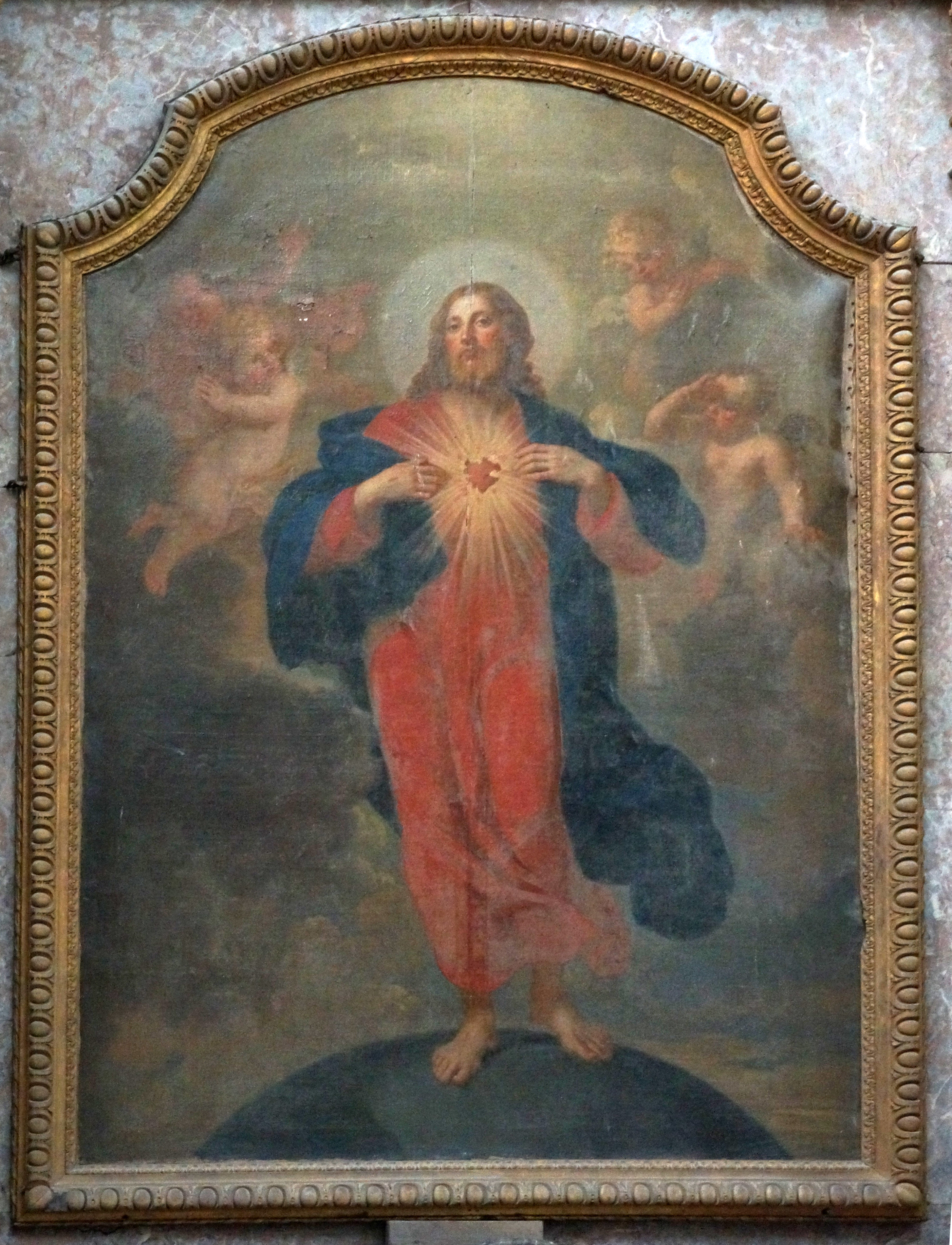
Sacré chœur Toul.
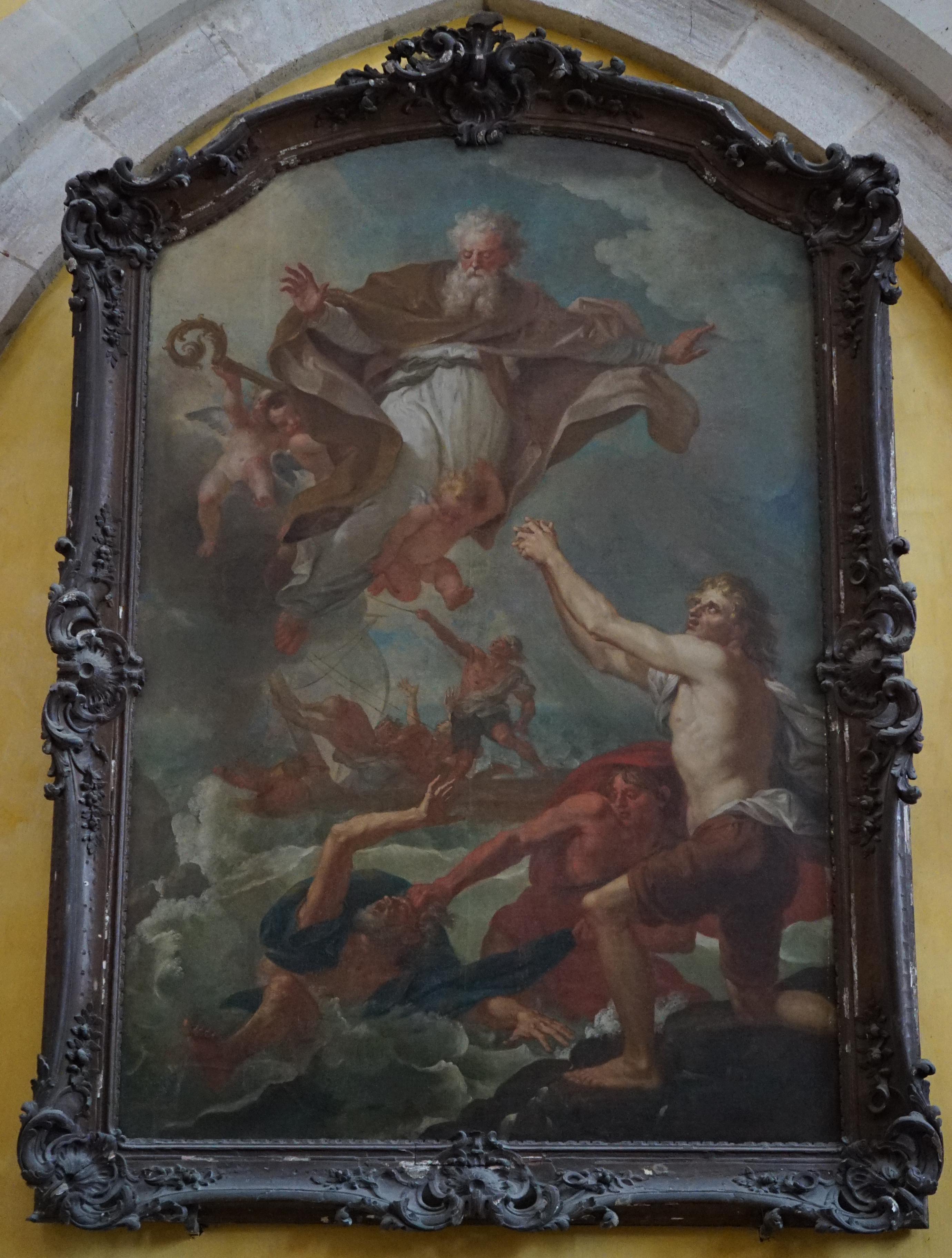
St-Nicolas, en la Iglesia de San Pantaleón de Commercy.
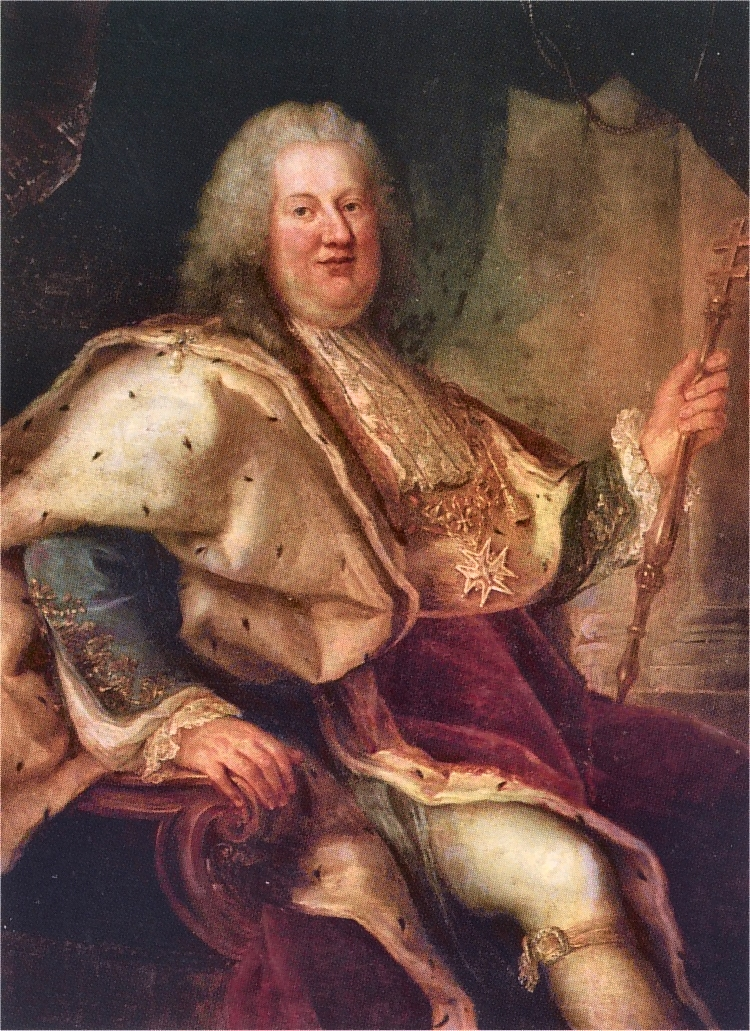
Retrato del rey Estanislao  Leszczynski, Castillo de Chambord.
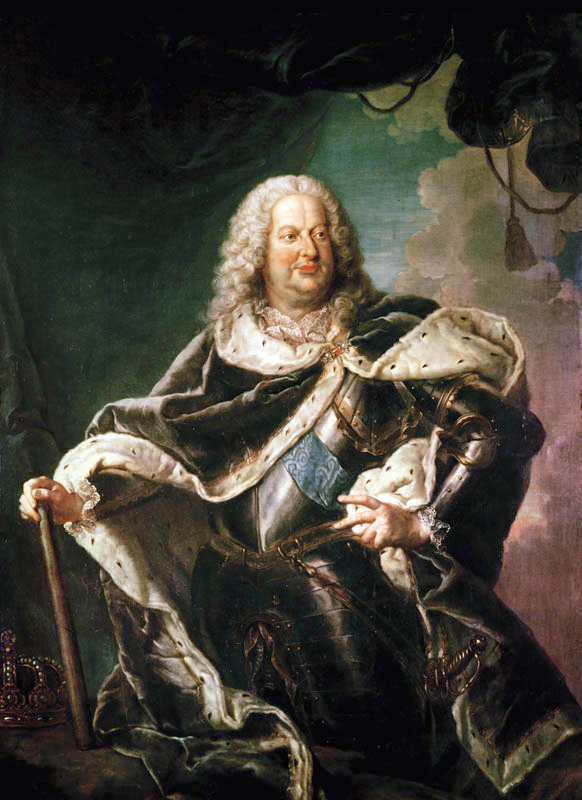
Retrato del rey Estanislao, Nancy, museo Lorena.

### Estilo
En sus pinturas de alegóricas para el quiosco de Lunéville, Girardet hace gala de una elegancia de composición y de color y de una calidad de dibujo comparables a las de François Boucher, o a las pinturas alegóricas de Charles-André van Loo para Madame de Pompadour en el castillo de Bellevue, La Pintura, La Escultura, La Arquitectura y La Música.